# Góvind Singh
Guru Góvind Singh (22. prosince 1666, Patna - 7. října 1708, Nanded), rodným jménem (do 1699) Góvind Rai, byl indický náboženský vůdce, nejvyšší postava sikhského náboženství, tzv. desátý guru (deváté vtělení prvního gurua Guru Nánaka), básník a filozof.

## Život
Když byl jeho otec, devátý guru sikhismu Guru Tegh Bahadur, popraven za to, že odmítl přijmout islám, Góvind Singh se oficiálně, v devíti letech, stal nejvyšší autoritou sikhů. Jeho čtyři synové zahynuli ještě během jeho života, učinil tedy převrat v tradici a prohlásil, že další vtělení prvního gurua již nepřijde, respektive, že posledním. věčným guruem se stane sbírka posvátných písem jeho devíti předchůdců, kniha od této chvíle zvaná Guru Granth Sahib (1706). Sám napsal řadu textů, které byly po jeho smrti shrnuty do knihy nazvané Dasam Granth, dnes druhé nejposvátnější knihy sikhismu. Je mu připisováno rovněž autorství básnické knihy Sarbloh Granth.
Do dějin sikhismu také přispěl založením sikhské armády nazvané Khalsa (v překladu: Čistí) roku 1699, která měla náboženství chránit především před agresivním islámem, a také představením Pěti ks, tedy pěti základních rituálních pravidel této ozbrojené složky náboženství: nestříhání vlasů (kesh), užívání dřevěného hřebenu (kangha), železný nebo ocelový náramek na zápěstí (kara), nošení meče (kirpan), krátké kalhoty (kacchera). Sám vedl armádu ve čtrnácti válkách proti muslimům. Všechny jeho děti muslimové buď zabili v boji nebo umučili, jeden z nich byl upálen v pěti letech.
Vydal také několik náboženských příkazů, které sikhy více oddělili od muslimů, například zákaz jíst maso zvířat zabitých rituálním způsobem, tedy zejména halal, či zákaz příslušníkům khalsy mít sex s muslimskými ženami.